# Капур, Шраддха
Шраддха Капур (англ. Shraddha Kapoor, хинди श्रद्धा कपूर; род. 3 марта 1987, Бомбей, Индия) — индийская актриса и певица.

## Биография
Шраддха Капур родилась 3 марта 1987 года в семье известного индийского актёра Шакти Капура и певицы Шиванги Капур (в девичестве Колхапуре). Актриса является вторым ребёнком в семье, её старший брат Сиддхант (англ. Siddhant Kapoor), работавший ранее диджеем и ассистентом режиссёра, также начал сниматься в кино и в 2013 году дебютировал в фильме «Перестрелка в Вадале». Шраддха училась в частной школе Jamnabai Narsee School в Мумбаи, а после поступила в Бостонский университет на театральное отделение, но после первого курса бросила обучение, чтобы начать актёрскую карьеру. Шраддха Капур является племянницей известной болливудской актрисы Падмини Колхапуре (англ. Padmini Kolhapure) и менее известной актрисы Теджасвини Колхапуре (англ. Tejaswini Kolhapure).

## Карьера

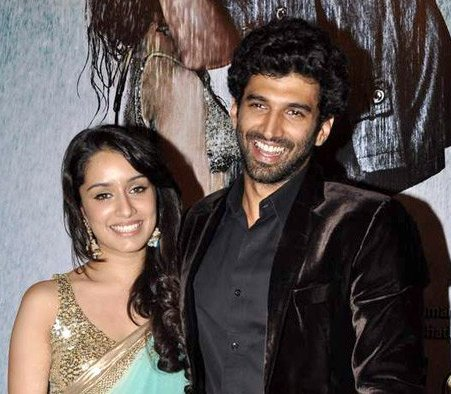
Шраддха Капур и Адитья Рой Капур на презентации фильма «Жизнь во имя любви 2»

Дебютировала в 2010 году в фильме «Три карты», снявшись наряду с такими актёрами как Амитабх Баччан, Мадхаван и Райма Сен. Фильм провалился в прокате, но несмотря на это Шраддха была номинирована на награду Filmfare Award за лучший женский дебют. А по результатам авторитетного издания Itimes девушка заняла третье место в списке «Самых горячих дебютанток года».
В 2011 году в прокат вышел фильм «Конец любви» с Шраддхой в главной роли. Несмотря на плохой приём фильма публикой Шраддха получила высокие похвалы критиков за свою игру, а также премию Stardust Awards в категории «Лучшая актриса».
В 2013 году актриса снялась в романтической музыкальной драме Мохита Сури «Жизнь во имя любви 2» вместе с Адитьей Рой Капуром. Картина имела большой кассовый успех, собрав 18 миллионов долларов США, а для Шраддхи роль Арохи Кешав Ширке стала первым коммерческим успехом и принесла признание и несколько номинаций в категории «Лучшая актриса», в том числе и Filmfare Awards.
В том же году Шраддха появилась в качестве приглашённой звезды в фильме «Красавица, ты любовь моя!», играя невесту героя Имрана Хана.

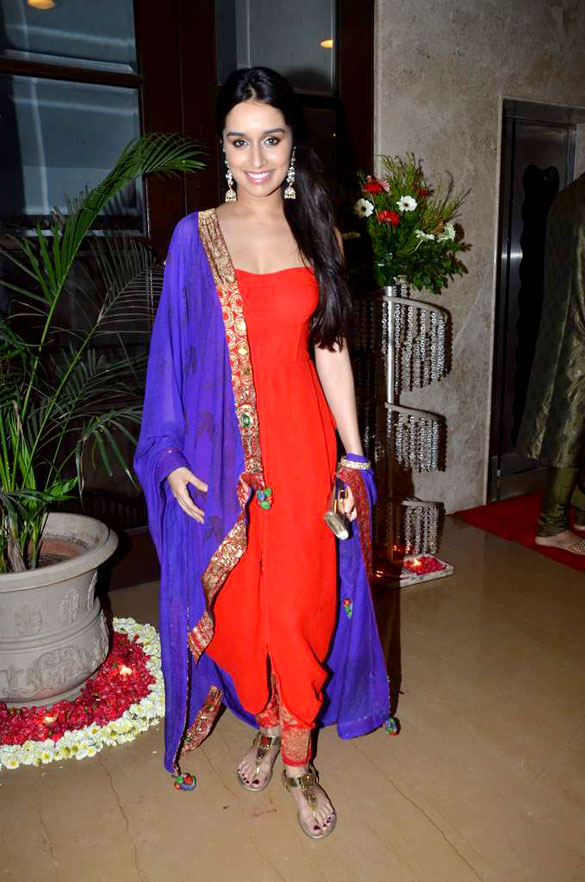
Шраддха на церемонии сангит у Баппи Лахири

В 2014 году Шраддха в паре с Сиддхартхом Мальхотра вновь объединяется с Мохитом Сури в работе над фильмом «Злодей». Кроме того для фильма актриса исполнила песню «Galliyan». Фильм собрал большую кассу (16 млн долларов США).
В июне 2014 года Шраддха закончила работу над современной адаптацией шекспировского «Гамлета» — «Хайдер», снявшись с Шахидом Капуром и Табу. Также летом 2014 года Шраддха Капур приступила к съёмкам второй части фильма «Все могут танцевать» в паре с Варуном Дхаваном. В 2015 году фильм вышел на экраны. Следующим проектом Шраддхи стал фильм «Мятежная любовь» производства Саджита Надиадвала. Пару актрисе составил начинающий актёр Болливуда Тайгер Шрофф. Помимо этого, Шраддха снялась в фильме «Играем рок 2», сиквеле «Играем рок!!» 2008 года, где также сыграли Арджун Рампал, Фархан Ахтар, Прачи Десаи. Однако фильм провалился в прокате. В 2016 году Шраддха сыграла саму себя в фильме Flying Jatt, с Тайгером Шроффом и Жаклин Фернандес в главных ролях.
В начале 2017 года вышел фильм Ok Jaanu, являющийся ремейком тамильского фильма Мани Ратнама O Kadhal Kanmani, где она снова появилась на экране в паре с Адитьей Рой Капуром. Другим фильмом того года стал Half Girlfriend, её партнёром по которому был Арджун Капур. Картина является экранизацией одноимённого романа Четана Бхагата и стал третьим совместным проектом Шраддхи и режиссёра Мохита Сури. Фильм имел коммерческий успех.
В сентябре того же года вышел фильм Haseena: The Queen of Mumbai, в котором она сыграла Хасину Паркар, сестру преступника Дауда Ибрагима, и где также снялся её брат Сикандер. Однако фильм не оправдал ожидания, получил негативную оценку и провалился в прокате. После этого Шраддха приступила к съёмкам в многоязычном фильме Saaho, впервые попробовав себя в региональном кинематографе. Она также подписалась на байопик о Сайне Нехвал.

### Другая деятельность
Помимо работы в киноиндустрии, Шраддха поддерживает благотворительные организации и участвует в сценических шоу. В 2011 году она вышла на подиум на неделе моды, организованной известной индийской косметической компанией Lakmé Cosmetics, а также представляла украшения на India International Jewellery Week. В конце 2013 года Шраддха участвовала в мероприятии по сбору средств, организованном индийским СМИ «STAR India». Актриса является представителем таких брендов, как Lakme, Wella, Vaseline, Gitanjali и Titan. В 2013 году Bollywood Hungama назвал её одной из самых востребованных персон в рекламной индустрии. В конце 2013 года в опросе, проведённом «FHM India», Шраддха заняла пятое место в списке «100 самых сексуальных женщин мира 2013».
В марте 2015 года Шраддха запустила собственную линию одежды «Imara».

## Фильмография
| Год  |   | Русское название          | Оригинальное название | Роль                           |
| ---- | - | ------------------------- | --------------------- | ------------------------------ |
| 2010 | ф | Три карты                 | Teen Patti            | Апарна «Апу» Кханна            |
| 2011 | ф | Конец любви               | Luv Ka the End        | Рия Диалдас                    |
| 2013 | ф | Жизнь во имя любви 2      | Aashiqui 2            | Аарохи Кешав Ширке             |
| 2013 | ф | Красавица, ты любовь моя! | Gori Tere Pyaar Mein  | Васудха Натраджан              |
| 2014 | ф | Один злодей               | Ek Villain            | Айша                           |
| 2014 | ф | Хайдер                    | Haider                | Аршия                          |
| 2014 | ф |                           | Ungli                 | Камео в песне «Dance Basanti»  |
| 2015 | ф | Все могут танцевать 2     | Any Body Can Dance 2  | Уинни                          |
| 2016 | ф | Играем рок 2              | Rock On 2             |                                |
| 2016 | ф | Мятежная любовь           | Baaghi                |                                |
| 2016 | ф |                           | Flying Jatt           | Специально приглашенная звезда |
| 2017 | ф | Да, моя радость!          | ОК Kanmani            |                                |
| 2017 | ф | Подружка наполовину       | Half Girlfriend       |                                |
| 2017 | ф |                           | Haseena Parkar        | Хасиина Паркар                 |
| 2018 | ф |                           | Batti Gul Meter Chalu | Lalita "Nauti" Nautiyal        |
| 2019 | ф | Налегке                   | Chhichhore            | Майя                           |

## Номинации и награды
- 2010: Lions Gold Awards — «Три какрты» — победа в категории «Любимый многообещающий актер — женщины»
- 2011: Filmfare Awards — «Три карты» — номинация в категории «Лучший женский дебют»
- 2012: Stardust Awards — «Конец любви» — победа в категории «Лучшая актриса»
- 2013: Hello! Hall of Fame Awards — «Жизнь во имя любви 2» — победа в категории «Новое лицо года»
- 2013: BIG Star Entertainment Awards — «Жизнь во имя любви 2» — победа в категории «Самый романтичный»
- 2013: Big STAR Entertainment Awards — «Жизнь во имя любви 2» — номинация в категории «Самый интересный киноактер — женщины»
- 2013: Big STAR Entertainment Awards — «Жизнь во имя любви 2» — номинация в категории «Самый интересный актер в романтической роли — женщины»
- 2014: Lions Gold Awards — «Жизнь во имя любви 2» — победа в категории «Новый сердцеед-киноактер в главной роли — женщины»
- 2014: Screen Awards — «Жизнь во имя любви 2» — номинация в категории «Лучшая актриса»
- 2014: Screen Awards — «Жизнь во имя любви 2» — номинация в категории «Лучшая актриса (популярный выбор)»
- 2014: Screen Awards — «Жизнь во имя любви 2» — победа в категории «Пара № 1» (вместе с Адитьей Рой Капуром)
- 2014: Star Guild Awards — «Жизнь во имя любви 2» — победа в категории «Пара года» (вместе с Адитьей Рой Капуром)
- 2014: Filmfare Awards — «Жизнь во имя любви 2» — номинация в категории «Лучшая актриса»
- 2014: Zee Cine Awards — «Жизнь во имя любви 2» — номинация в категории «Лучший актер — женщины»
- 2014: Stardust Awards — «Хайдер» — номинация в категории «Лучшая драматическая актриса»
- 2014: Stardust Awards — «Хайдер» — номинация в категории «Звезда завтрашнего дня»
- 2014: BIG Star Entertainment Awards — «Хайдер» — номинация в категории «Лучшая актриса в романтической»
- 2014: BIG Star Entertainment Awards — «Один Злодей» — номинация в категории «Лучшая актриса»
- 2014: BIG Star Entertainment Awards — «Один Злодей» — номинация в категории «Лучшая актриса в триллере»
- 2015: Global Indian Music Academy Awards — «Один Злодей» — победа в категории «Лучшая знаменитая певица года»
- 2015: Global Indian Music Academy Awards — «Один Злодей» — номинация в категории «Лучшая музыкальный дебют»
- 2015: Screen Awards — «Один Злодей» — номинация в категории «Самая популярная актриса»
- 2015: IAA Leadership Awards — победа в категории «Brand Visionary of the Year (female)»